# Bull Connor
Pour les articles homonymes, voir Connor.
Theophilus Eugene « Bull » Connor (11 juillet 1897 - 10 mars 1973) est un homme politique américain suprémaciste blanc qui fut commissaire à la sécurité publique de la ville de Birmingham, en Alabama, pendant plus de deux décennies. Il s'est fermement opposé aux activités du Mouvement américain des droits civiques dans les années 1960. Sous le gouvernement de la commission municipale, Connor est responsable de la supervision administrative du service d'incendie de Birmingham et du service de police de Birmingham, qui avaient également leurs propres chefs. Connor est un démocrate du Sud.
Connor impose la ségrégation raciale légale et nie les droits civils aux citoyens noirs, en particulier pendant la campagne de Birmingham de la Southern Christian Leadership Conference en 1963. Il devient un symbole international du racisme institutionnel. Bull Connor a dirigé l'utilisation de tuyaux d'incendie et de chiens de police contre des militants des droits civiques ; des enfants manifestants ont également été victimes de ces attaques. Les médias nationaux ont diffusé ces tactiques à la télévision, horrifiant une grande partie du pays. Les outrages ont servi de catalyseurs à des changements sociaux et juridiques majeurs dans le sud des États-Unis et ont contribué à l'adoption par le Congrès américain de la loi sur les droits civils de 1964.

## Jeunesse
Connor né en 1897 à Selma, Alabama, fils de Molly (Godwin) et Hugh King Connor, un répartiteur de train et opérateur télégraphique. Il entre en politique en tant que démocrate en 1934, remportant un siège à la Chambre des représentants de l'Alabama. En tant que législateur, il soutient les mesures populistes. Il vote pour l'extension de la taxe de vote, qui fait obstacle à l'inscription des électeurs par les pauvres noirs et blancs et contre un projet de loi anti-sédition destiné à étouffer l'activité syndicale. Il ne se présente pas pour un second mandat en 1936, se présentant à la place au poste de commissaire à la sécurité publique de la ville de Birmingham.

## Commissaire à la sécurité publique (1936-1954, 1957-1963)
En 1936, Connor est élu au poste de commissaire à la sécurité publique de Birmingham, entamant ainsi le premier de deux mandats s'étalant sur un total de 26 ans. Son premier mandat a pris fin en 1952, mais il a été réélu en 1956, servant jusqu'en 1963.
En 1938, Connor se présente comme candidat au poste de gouverneur de l'Alabama. Il annonce qu'il ferait campagne sur une plate-forme de « protection d'emploi, d'application des lois, de ségrégation et d'autres problèmes qui ont été historiquement classés comme droits des États par le Parti démocrate ».
La deuxième tentative de Connor au poste de gouverneur échoue en 1954. Il est le centre de la controverse cette année-là en faisant adopter une ordonnance municipale à Birmingham qui interdit le « communisme ».

### Ère des droits civils
Avant de reprendre ses fonctions en 1956, Connor reprend rapidement son approche brutale face aux menaces perçues contre l'ordre social. Ses forces effectuent une descente dans une réunion au domicile du révérend activiste afro-américain Fred Shuttlesworth, à laquelle trois « ministres » de Montgomery assistent. Il craignait que le boycott des bus de Montgomery en cours ne se propage à Birmingham. Il fait arrêter les ministres pour vagabondage, ce qui ne permet pas la libération sous caution d'un prisonnier, ni aucun visiteur pendant les trois premiers jours de leur incarcération. Une enquête fédérale suit, mais Connor refuse de coopérer.
Shuttlesworth avait mené des activités de défense des droits civiques malgré les menaces de violence. Son église a été attaquée à la bombe deux fois. Lui, sa femme et un ministre blanc ont été attaqués par une foule raciste après avoir tenté d'utiliser des toilettes « blanches » à la gare routière locale, qui avait des installations séparées.
En 1960, Connor est élu membre du comité national démocrate de l'Alabama, peu de temps après avoir déposé une poursuite civile contre le New York Times pour 1,5 million de dollars. Il s'oppose à ce qu'il prétendait être leur insinuation selon laquelle il avait encouragé la haine raciale. Il ramène sa demande de dommages-intérêts à 400 000 $ ; l'affaire traîna pendant six ans jusqu'à ce que Connor perde un jugement de 40 000 $ en appel.

#### Freedom Riders
Au printemps 1961, des équipes d'activistes des droits civiques organisent ce qu'elles appellent des « Freedom Rides » pour mettre en évidence l'illégalité de la ségrégation raciale dans les bus interétatiques, dont les opérations relevaient de la loi fédérale et de la constitution. Des équipes dans des bus Greyhound et Trailways traversent les capitales du sud, avec le dernier arrêt à la Nouvelle-Orléans. Les équipes sont confrontées à une hostilité et à une violence croissantes alors qu'elles se frayent un chemin dans le Sud.
Le 2 mai 1961, Connor avait remporté une élection écrasante pour son sixième mandat de commissaire à la sécurité publique à Birmingham. En tant que commissaire, il avait l'autorité administrative sur les services de police et d'incendie, les écoles, les services de santé publique et les bibliothèques. Tom King, candidat à la mairie de Birmingham, rencontre Connor le 8 mai 1961 pour lui rendre hommage. En outre, il lui demande de s'abstenir d'annoncer son soutien à l'autre candidat à la mairie, Art Hanes, afin que les chances de King soient plus grandes. À la fin de la réunion, Connor note qu'il s'attendait à ce que les Freedom Riders atteignent Birmingham le dimanche suivant, jour de la fête des mères. Il déclare : « nous serons également prêts pour eux », et King a répondu en sortant : « je parie que vous le serez, Monsieur le Commissaire ».
Connor laisse délibérément les Klansmen battre les Riders pendant quinze minutes sans aucune intervention de la police. Il a publiquement imputé la violence à de nombreux facteurs, affirmant qu'« aucun policier n'était en vue à l'arrivée des bus, car ils rendaient visite à leur mère le jour de la fête des mères ». Il insiste sur le fait que les violences provenaient d'ingérences extérieures et que la police s'était précipitée sur les lieux « le plus rapidement possible ». La violence a été couverte par les médias nationaux.

#### Campagne de Birmingham
Les militants locaux des droits civiques n'avaient pas été en mesure de négocier beaucoup de changements avec la ville ou les chefs d'entreprise, dans leurs efforts pour obtenir l'intégration des installations et l'embauche de Noirs par les entreprises locales. Ils invitent le Dr Martin Luther King, Jr. et son équipe pour aider à monter une campagne plus concertée. Le lendemain des élections d'avril, lui et les dirigeants locaux des droits civiques lancent le Projet 'C' à Birmingham contre le monde des affaires. Ils utilisent des boycotts économiques et des manifestations pour obtenir l'intégration des magasins et des opportunités d'emploi. Tout au long du mois d'avril 1963, Martin Luther King dirige de petites manifestations, qui aboutissent à son arrestation ainsi qu'à de nombreuses autres personnes.
King voulait des arrestations massives pour mettre en évidence les tactiques policières brutales utilisées par Connor et ses subordonnés et par extension, la campagne visait également à démontrer la répression générale par d'autres agents de la police du Sud. Après que King ait été arrêté et emprisonné, il écrit sa lettre de la prison de Birmingham en faveur de l'activisme pour les droits civiques. Le but de la campagne était d'obtenir des arrestations massives de manifestants non violents et de submerger le système judiciaire et pénal. Cela démontrerait également aux médias nationaux et aux résidents locaux la forte volonté des Afro-Américains d'exercer leurs droits constitutionnels en tant que citoyens.

#### Children's Crusade
Dans la phase finale du Projet 'C', James Bevel, directeur de l'action directe du SCLC, introduit une nouvelle tactique révolutionnaire et controversée pour utiliser les jeunes dans les manifestations. La plupart des adultes travaillent et ne peuvent se permettre de perdre du temps. Le 2 mai 1963, les premiers jeunes et étudiants sortent de l'église baptiste de la 16e rue et tentent de marcher jusqu'à l'hôtel de ville de Birmingham pour parler au maire. À la fin de la journée, 959 enfants âgés de 6 à 18 ans avaient été arrêtés.
Le lendemain, encore plus d'étudiants se joignent aux marches. Connor ordonne l'utilisation de lances à incendie et l'attaque avec des chiens. Cela n'a pas arrêté les manifestants, mais produit une mauvaise publicité pour Connor à travers les médias. L'utilisation des lances à incendie s'est poursuivie et le 7 mai, plus de 3 000 manifestants sont emprisonnés.
Le boycott économique par les Noirs des entreprises qui refusent de les embaucher et des magasins du centre-ville qui gardaient des installations séparées aide à faire entrer en négociations les chefs d'entreprise de la ville. Le SCLC et le Senior Citizens Committee, qui représentaient la majorité des entreprises de Birmingham, parviennent à un accord le 10 mai. Ils se mettent d'accord sur la déségrégation des comptoirs-repas, des toilettes, des cabines d'essayage et des fontaines dans les grands magasins et l'embauche de Noirs, la coopération avec les représentants légaux du SCLC pour libérer toutes les personnes emprisonnées et l'établissement d'une communication formelle entre noir et blanc par le biais du Comité des seniors,.

## Dernières années
Le 3 juin 1964, Connor reprend une place au gouvernement lorsqu'il est élu président de la Commission de la fonction publique de l'Alabama. Il subit un accident vasculaire cérébral le 7 décembre 1966 et doit utiliser un fauteuil roulant pour le reste de sa vie. Il est présent le 16 février 1968, lorsque le poste de police de Haleyville, en Alabama utilise pour la première fois le 9-1-1 comme numéro de téléphone d'urgence aux États-Unis. Quelques mois plus tard, Connor remporte un autre mandat puis est battu en 1972.
Il est victime d'un autre accident vasculaire cérébral le 26 février 1973, qui le laisse inconscient. Il décède quelques semaines plus tard.